# アン・ユジン
アン・ユジン（朝: 안유진、英: AN YUJIN、中: 安兪真、2003年9月1日 - ）は、韓国出身のアイドル。女性アイドルグループ・IVEのリーダー。また、日韓合同女性アイドルグループ・IZ*ONE元メンバー。韓国での旧活動名、日本での活動名はユジン。STARSHIPエンターテインメント（韓国）、アミューズ（日本）所属。大田広域市西区出身。

## 来歴
デビュー前
- 2003年9月1日、忠清北道清州市で誕生。
- 2016年、「Jellyfishエンターテインメント」で5か月間の練習生生活を送る。
- 2017年、「STARSHIPエンターテインメント」のオーディションに合格し、練習生となる。デビュー前にもかかわらず、同年8月にはコンタクトレンズのテレビCMに起用された。

2018年
- 1年4か月の練習生期間を経て、4月11日から8月31日までMnetで放送されたオーディション番組『PRODUCE 48』に出演し、最終順位5位でデビューメンバーに選抜。
- 10月29日、日韓合同アイドルグループ・IZ*ONEのメンバーとしてデビュー。

2019年
- 2019年3月29日、MBC『マイ・リトル・テレビジョン V2』のMCに抜擢。
- 2019年3月5日にソウル公演芸術高等学校へ入学したが、芸能活動を優先するため10月25日に自主退学し、独学やホームスクーリングで学業を続けることを決めた。

2020年

ユジンのサイン

- 9月13日、高等学校卒業程度認定試験に合格したことを発表。

2021年
- 3月7日、SBSの音楽番組『人気歌謡』の新MCに抜擢。NCTのソンチャンとTREASUREのジフンと共に担当する。
- 4月29日、2年6か月の活動期間を終え、IZ*ONEとしての活動が終了。
- 11月2日、所属事務所のSTARSHIPエンターテインメントより新ガールズグループ・IVEのメンバーとして活動することを発表。
- 12月1日、IVEとしてデビュー。

2022年
- 2月22日、SKYチャンネル・チャンネルAのバラエティ番組『鋼鉄部隊2』にレギュラー出演。
- 3月27日、1年間務めたSBSの音楽番組『人気歌謡』のMCを卒業。MCを務めた3人は“ニニニ”という愛称で視聴者から愛された。

## ディスコグラフィ

### 参加楽曲
| 発売日        | 楽曲                                             | 収録アルバム                     | アーティスト           |
| ------------- | ------------------------------------------------ | -------------------------------- | ---------------------- |
| 2018年5月10日 | 내꺼야 (PICK ME)                                 | NEKKOYA (PICK ME)                | PRODUCE 48             |
| 2018年5月10日 | NEKKOYA (PICK ME)                                | NEKKOYA (PICK ME)                | PRODUCE 48             |
| 2018年8月18日 | I AM                                             | PRODUCE 48 - 30 Girls 6 Concepts | PRODUCE 48（1AM 名義） |
| 2018年9月1日  | We Together                                      | PRODUCE 48 - FINAL               | PRODUCE 48             |
| 2018年9月1日  | 꿈을 꾸는 동안 / 夢を見ている間 (Korean Version) | PRODUCE 48 - FINAL               | PRODUCE 48             |
| 2018年9月1日  | 夢を見ている間 (Japanese Version)                | PRODUCE 48 - FINAL               | PRODUCE 48             |

## 作詞
| アーティスト | 楽曲                                                                       |
| ------------ | -------------------------------------------------------------------------- |
| IZ*ONE       | - With*One - 共同作詞。3rdミニアルバム「Oneiric Diary (幻想日記)」に収録。 |
| IVE          | - Heroine - 1stアルバム「I've IVE」に収録。                                |

## 出演

### テレビ番組
- PRODUCE 48（2018年4月11日 - 8月31日、Mnet）
- 覆面歌王（2018年12月9日、MBC）[20]
- アイドルルーム（2018年12月11日、JTBC） - スペシャルMC
- ホグたちの監獄生活（2019年3月16日 - 4月6日、Mnet） ※EP.1〜4のみ
- マイ・リトル・テレビジョンV2（2019年3月29日 - 2020年1月20日、MBC） - MC
- 人気歌謡（2021年3月7日 - 2022年3月27日、SBS）- MC[21]
- 鋼鉄部隊2（2022年2月22日 - 、チャンネルA、SKYチャンネル）
- ピョンピョン地球娯楽室1（2022年6月24日 - 9月16日、tvN）
- ピョンピョン地球娯楽室2（2023年5月13日 - 7月28日、tvN）
- クライムシーンリターンズ（2024年2月9日 - 3月1日、 TVING）

### CM・広告
- ジョンソン・エンド・ジョンソン「アキュビュー」（2017年 - 2019年）[22]
- 韓獨「クリアティーン」（2017年）
- ロッテ七星飲料「ゲータレード」（2018年）
- ペプシコーラ「2021 K-POP CAMPAIGN」（2021年）[23]

### ミュージックビデオ
- ソユ＆ベクヒョン（EXO）「비가 와 (RAIN)」（2017年）
- ユ・スンウ＆サンドゥル（B1A4）「오빠 (Prod. BrotherSu)」（2017年）
- チョン・セウン「Just U」（2017年）
- Mad Clown、Ailee「Thirst」（2018年）
- Mad Clown、Ailee「Thirst (Sports Remix By DJ Vanto)」（2018年）

## 関連映像

### PRODUCE 48
| PRODUCE 48 |
| --- |
| - テーマ曲「내꺼야 (PICK ME)」 - 事務所別評価「Wings」 - グループバトル評価「너무너무너무 (Very Very Very)」1班 - ポジション評価「Sorry Not Sorry」 - コンセプト評価「I AM」 - デビュー評価「We Together」「꿈을 꾸는 동안 / 夢を見ている間」 |